# 리즈키 주니안샤
리즈키 주니안샤(인도네시아어: Rizki Juniansyah, 2003년 6월 17일~)는 인도네시아의 역도 선수이다. 2024년 하계 올림픽 남자 라이트급(-73kg)에서 금메달을 획득했으며 세계 선수권 대회 은메달 1개를 획득했다. 그는 인도네시아 역도 선수 중 최초로 올림픽 금메달을 획득했으며 역대 인도네시아 최연소 올림픽 금메달리스트이다.